# Ryjice
Obec Ryjice (německy Reindlitz) se nachází v okrese Ústí nad Labem v Ústeckém kraji. Žije v ní 194 obyvatel.

## Historie
První písemná zmínka pochází z roku 1186.
Až do roku 1880 šlo o osadu obce Mírkov, poté byla samostatná. V letech 1980–1985 byla součástí Neštěmic, spolu s nimi se stala roku 1986 součástí Ústí nad Labem. V roce 1990 se, na rozdíl od Neštěmic, osamostatnila.

## Obyvatelstvo
Při sčítání lidu v roce 1921 zde žilo 292 obyvatel (z toho 151 mužů), z nichž bylo sedmnáct Čechoslováků a 275 Němců. Až na jednoho evangelíka a tři lidi bez vyznání se hlásili k římskokatolické církvi. Podle sčítání lidu z roku 1930 měla vesnice 399 obyvatel: 47 Čechoslováků, 349 Němců a tři cizince. Kromě římskokatolické většiny ve vsi žilo deset evangelíků, jeden člen církve československé, dva příslušníci jiných nezjišťovaných církví a 55 lidí bez vyznání.
|           | 1869 | 1880 | 1890 | 1900 | 1910 | 1921 | 1930 | 1950 | 1961 | 1970 | 1980 | 1991 | 2001 | 2011 |
| --------- | ---- | ---- | ---- | ---- | ---- | ---- | ---- | ---- | ---- | ---- | ---- | ---- | ---- | ---- |
| Obyvatelé | 219  | 211  | 204  | 225  | 327  | 292  | 399  | 326  | 180  | 182  | 195  | 163  | 196  | 270  |
| Domy      | 39   | 41   | 43   | 48   | 50   | 51   | 51   | 56   | 37   | 38   | 39   | 42   | 44   | 46   |

## Pamětihodnosti
- Sanatorium, dělnická ozdravovna